# 结膜炎
結膜炎（conjunctivitis）俗稱紅眼病（pink eye），是結膜的炎症，即覆盖眼白（球结膜）和眼睑内面（睑结膜）薄而透明的组织炎症；其特征是血管扩张、渗出和炎症细胞浸润，分为感染性和非感染性两类。结膜炎的症状有眼睛泛紅或帶有粉紅色，分泌物增多，可能會很癢、疼痛、有灼熱感或搔癢感，罹患結膜炎的病眼可能會泛淚、早上醒來時睜不開，或是鞏膜浮腫，病例常見因過敏而搔癢。患者可能單眼或雙眼都罹患結膜炎。
常見肇因於感染病原細菌後引起的病毒性疾病，病毒感染的其他症狀可能和普通感冒的症狀一起出現，病毒和細菌病例都很容易傳染開來。對花瓣或動物毛髮過敏也是一個常見的成因。通常是基於病徵與症狀來做確診，偶爾會需要將分泌物檢體送培養。
洗手可以預防一部分的結膜炎，治療的方式需依潛在成因爲準，大部分的病毒感染病例中，並沒有特定的治療方法；隱形眼鏡使用者及淋病或披衣菌感染患者如果罹患結膜炎，必須接受治療。會過敏的患者可以使用抗組織胺藥或肥大細胞安定劑治療。
在美國，每年約有 300 萬到 600 萬人罹患結膜炎，成人患者之中常見肇因於病毒感染，但孩童患者則是細菌感染居多。通常患者在一到兩周內會好轉，如果患者出現喪失視力、劇痛、畏光、單純皰疹的病徵，或是症狀並未在一週後好轉，可能會需要進一步的診斷及治療。新生兒罹患結膜炎則稱為新生兒結膜炎，可能也需要接受特定的治療。

## 病因
结膜炎之病因複雜多樣，一般分为感染和非感染两大类，主要表现为轻度结膜充血及少量粘液性分泌物，感染之常见病原体包括葡萄球菌、卡他球菌、大肠杆菌、肠道病毒等等，非感染之因素有粉尘或化学烟雾刺激、眼部长期应用刺激之藥、强光、屈光不正、烟酒过度、睡眠不足等引起。

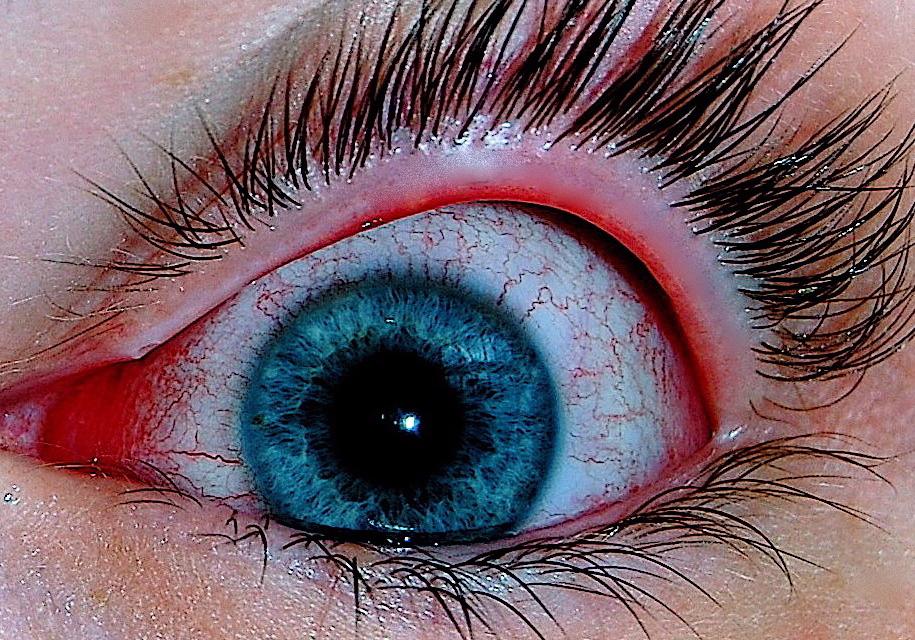
结膜炎患者之眼睛上布满了血丝

## 结膜炎的症状
此病的症状包括：眼白或眼睑内侧发红、眼睛发痒或刺痛，在细菌性结膜炎中，眼角和眼睫毛会出现粘稠的脓汁，使患者在清晨睁不开眼。在过敏性结膜炎中，会有眼睑肿胀和眼睛流出清澄液体等症状。过敏性结膜炎（眼部过敏）最常見的症状是眼痒，几乎所有的过敏性结膜炎患者均可出现，但眼痒并非其特有的症状，不同亚型的过敏性结膜炎眼痒程度不同，其中春季角结膜炎通常表现最为明显，其他较常见的症状有流泪，灼热感，畏光及分泌物增加等，分泌物多为黏液性，呈黏稠的丝状，一些较严重的过敏性结膜炎，如春季角结膜炎及异位性角结膜炎有时可以出现视力下降。

## 预防措施

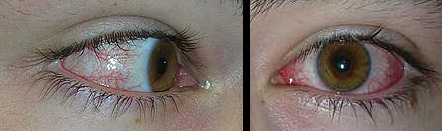
结膜炎患者的眼睛上佈满了血丝

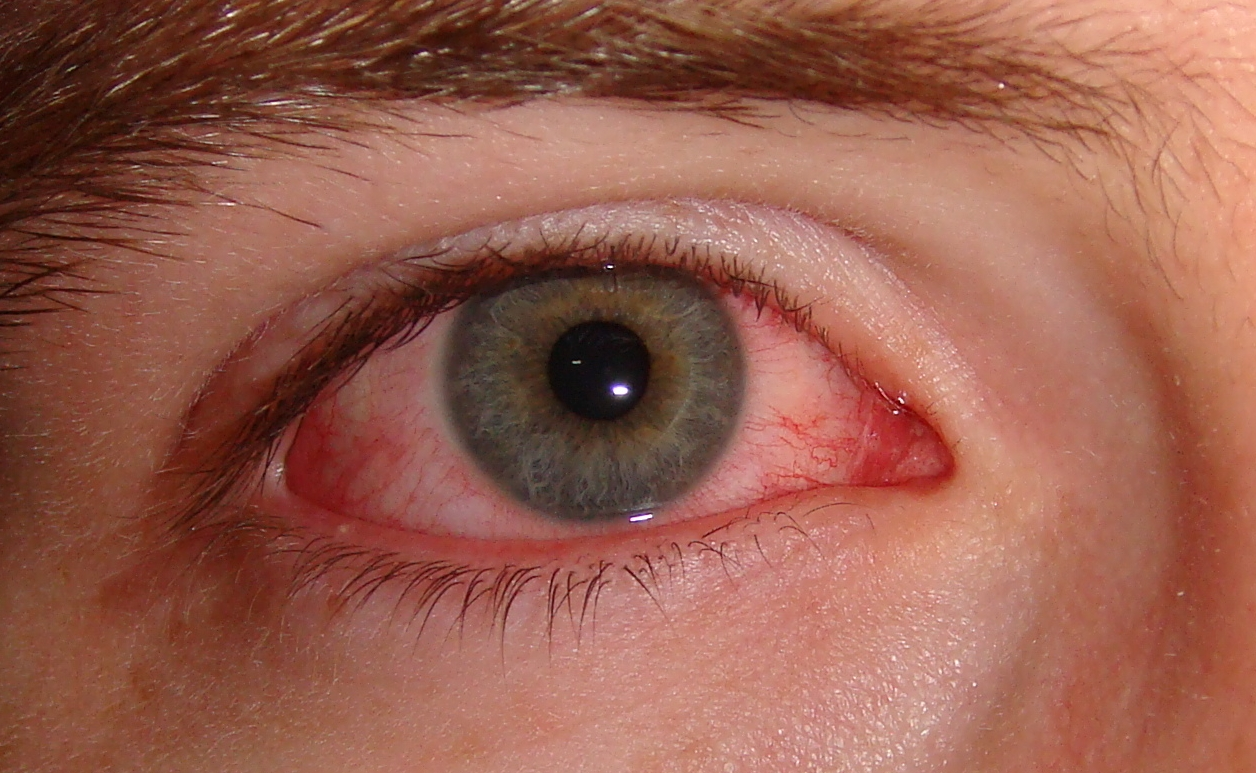
结膜炎

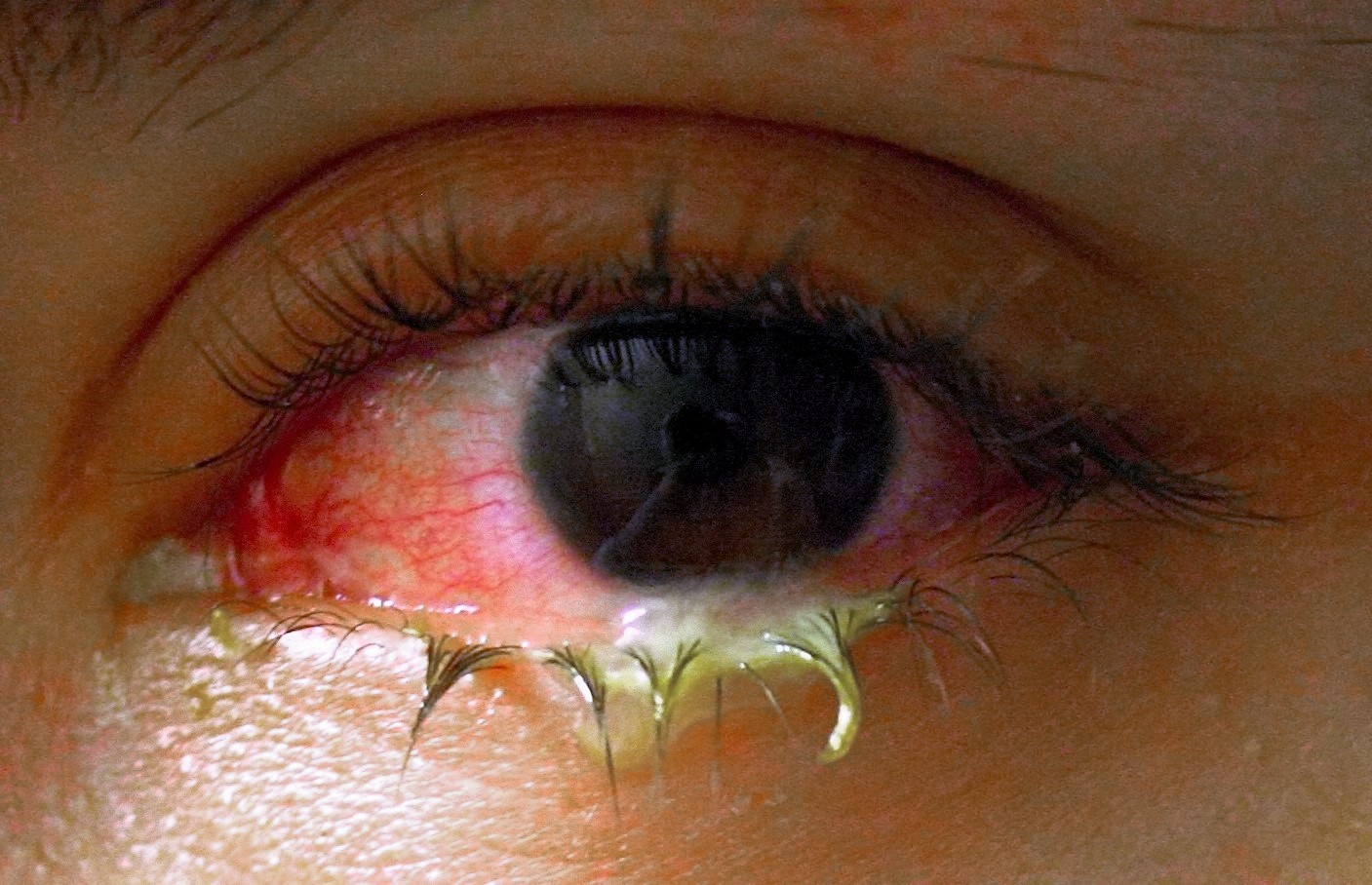
结膜炎患者的眼睛上出现了白色分泌物

防止细菌感染，注意生活环境的卫生情况，培养好的生活习惯，主动做眼保健措施，如灰尘较大时戴防护镜保护眼睛，经常清洗毛巾以避免细菌滋生。急性结膜炎是由细菌、病毒感染引起，所以在饮食预防方面要讲究饮食卫生，少与患者接触，不要吃患者用手触摸过的食物。参加体育锻炼，强健体魄；饮食方面，要保证每日摄入的营养均衡，多吃蔬菜、水果等富含维生素C的食物。

## 治疗方法
急性结膜炎通常有自限性，病程在2周左右，局部有效治疗可以减少发病率和疾病持续时间，给予敏感抗生素治疗后，在几天内痊愈。结膜炎的诊断和治疗措施，在诊断不明确时避免乱用和滥用药物，提高对药物毒性诱发疾病的识别能力，避免经不规范配制的各类滴眼剂或过期药物的使用。慢性结膜炎是一种眼的慢性炎症，过敏和环境因素是病因，病程可达数周或数月，治疗措施包括减轻症状和避开可能引起的因素二个方面。

## 结膜炎的体徵

### 乳头增生
结膜乳头增生（papillary proliferation），位于睑结膜，在结膜表面出现红色的乳头状突起，中央有伞状新生血管增生使乳头呈红色，如同车轮状散开；乳头量多且较小的时候，如同天鹅绒。结膜乳头增生是由于结膜上皮过度增生和白细胞浸润造成，并伴有血管增生和炎性细胞浸润所导致的结膜局部病变。乳头增生属于结膜的非特异性改变，多见于过敏性结膜炎、春季卡他性结膜炎、巨乳头性结膜炎（对角膜接触镜、人工角膜及长期结角膜异物的反应），以及沙眼和慢性结膜炎。

### 巨乳头
结膜炎症严重并迁延时，相邻的乳头可融合性增殖，形成巨乳头，直径大于1毫米。巨乳头是由于附着在结膜上皮到睑板和到下面角膜缘部球结膜区的锚状隔崩解造成的。

### 滤泡形成
结膜滤泡形成（follicular formation），也位于睑结膜，为结膜下的腺样层内淋巴细胞增殖聚集所致，半球或丘状隆起，淡白色或灰白色，中央部无血管增生，血管在其周边绕行。结膜滤泡位于睑结膜或穹隆结膜，前者较小，后者大而且可以呈圆形或者不规则形，大小可以不一，直径一般在0.5-2.0毫米之间。结膜滤泡形成是由于淋巴细胞聚集而形成，多见于沙眼衣原体性结膜炎、病毒性结膜炎、结膜局部的药物毒性反应。有时，正常儿童或年轻人，也可能在下睑结膜（多在颞下方的穹隆部结膜）见到散在性滤泡形成。